# Bundy: A Legacy of Evil
Bundy: A Legacy of Evil (conosciuto anche col titolo Bundy: An American Icon) è un film direct-to-video del 2008 scritto, prodotto e diretto da Michael Feifer.
Il film è incentrato sulla vita e le gesta del serial killer Ted Bundy.

## Trama
Si parte dell'infanzia di Ted Bundy e di quanto sia stata angosciante per poi passare ad un giovane brillante in ascesa. I suoi quattro anni di omicidi terrorizzano i dormitori di tutta l'America e conducono la polizia a una caccia all'uomo che porta Ted a fuggire due volte dalla custodia della polizia per continuare le sue abitudini omicide. Utilizzando diverse identità e travestimenti per sfuggire alla cattura, Ted si reca poi in Florida per commettere quelli che saranno i suoi ultimi omicidi prima di essere catturato e processato in tribunale. Utilizzerà le sue conoscenze di legge per difendersi nel suo stesso caso di omicidio, prima di essere condannato e mandato alla sedia elettrica nel 1989.

## Distribuzione
In Italia è uscito in DVD nel 2010 distribuito da 01 Distribution e One Movie. Mentre nel 2014 è stato trasmesso in prima visione dal canale Horror Channel (Italia) di Sky.